# 영친왕 (1657년)
영친왕(榮親王, 1657년 11월 12일~1658년 2월 25일)은 중국 청나라 제3대 황제 순치제(順治帝)의 넷째아들이자 서자(庶子)이며 청나라 제4대 황제 강희제(康熙帝)의 이복 동생이다.

## 생애
1657년 11월 12일 아버지 순치제(順治帝)와 그의 후궁(後宮)인 어머니 동악비(董鄂妃) 사이에서 출생하였으나 병약하여 생후 3개월만에 훙서(薨逝)하였다.

## 직계 친척 관계
- 이복 형: 우뉴
- 이복 형: 유헌친왕
- 이복 형: 강희제
- 이복 아우: 화석공친왕
- 8촌 삼종누나: 고륜단민공주

## 같이 보기
- 고륜단민공주
- 목군왕
- 수장고륜공주